# Simulium albivirgulatum
Simulium albivirgulatum es una especie de insecto del género Simulium, familia Simuliidae, orden Diptera.
Fue descrita científicamente por Wanson & Henrard en 1944.